# Helena Wittmann
Helena Wittmann (* 5. Oktober 1982 in Neuss) ist eine deutsche Künstlerin und Filmemacherin. Neben verschiedenen Installationen hat sie sich als Kamerafrau, Filmregisseurin, Drehbuchautorin und Filmeditorin auf Experimentalfilme spezialisiert. Internationale Anerkennung erhielt sie für ihr Langfilmdebüt Drift (2017). Für ihren zweiten Langfilm Human Flowers of Flesh (2022) wurde sie in den Wettbewerb des Locarno Film Festivals eingeladen.

## Leben
Helena Wittmann studierte von 2003 bis 2005 Theater- und Medienwissenschaft an der Friedrich-Alexander-Universität Erlangen-Nürnberg (FAU). Darauf folgte ab 2005 ein weiteres Studium der Medienwissenschaft sowie der spanischen Sprache an der Universität Hamburg. An der Hochschule verblieb Wittmann bis 2007. In dieser Zeit absolvierte sie mit Hilfe des DAAD ein Auslandssemester in Buenos Aires (2006/07). Dort nahm sie auch Unterricht beim argentinischen Fotokünstler Guillermo Ueno (2007). Zurück in Deutschland wurde Wittmann 2007 für ein Kunststudium an der Hochschule für bildende Künste Hamburg (HFBK) angenommen, das sie bis 2014 absolvierte. Dabei wurde sie durch ein Stipendium der Studienstiftung des deutschen Volkes unterstützt. Nach ihrem Kunststudium hatte sie von 2015 bis 2018 eine Stelle als wissenschaftliche Mitarbeiterin an der HFBK inne.
Von 2016 bis 2019 arbeitete Wittmann für das Auswahlkomitee des Kurzfilm Festivals Hamburg. Ein Jahr später war sie in gleicher Position für die Internationalen Kurzfilmtage Oberhausen tätig.
Wittmann lebt und arbeitet in Hamburg. Seit 2019 nimmt sie zusätzlich Lehraufträge der Elías Querejeta Zine Eskola in Donostia-San Sebastián an. Artist-in-Residence-Programme führten sie an die Goethe-Institute in Marseille (2018/19) und Madrid (2021) sowie an die Camargo Foundation in Cassis (2020). Sie wurde mehrfach als Jurymitglied internationaler Filmfestivals berufen, darunter in Kassel und Mar del Plata (beide 2020).

## Werk

### Arbeit als Kamerafrau und erste Kurzfilmarbeiten
Im Jahr 2005 während ihres Studiums in Hamburg entstand mit dem achtminütigen Werk Alles ist leise. Wittmanns erster Kurzfilm, dem Jahre später mit Mimikry und Heute war die Luft (beide 2009) sowie Kreisen (2010) weitere Experimentalfilm folgten. Ab Beginn der 2010er-Jahre wirkte sie als Kamerafrau an Kurzfilmen von Björn Last (Das 'Ich' in 'Ich bin' ist ein anderes als in 'Ich denke' , 2010; Das ist ja das Leben selbst!, 2012) und Jan Eichberg (Bis es wieder dunkel wird, 2010) mit. Ihr erster Langfilm als Kamerafrau war Philipp Hartmanns Dokumentarfilm Blicke in die Verschwörerbude (2011), ein Künstlerporträt über Uwe Lindau. Erneut mit Hartmann und Eichberg arbeitete sie an dem Dokumentarfilm Die Zeit vergeht wie ein brüllender Löwe (2013) zusammen, ein essayistisches Werk über die Krankheit Chronophobie, die Angst vor dem Verstreichen der Zeit, unter der Koregisseur Hartmann selbst litt.
In Wittmanns „Filmen und in ihrer künstlerischen Praxis sind Räume weit mehr als bloße Orte einer Handlung. Sie hinterfragt und kontextualisiert die Grenzen dieser Räume, in ihnen, mit ihnen, auf ihnen und entlang von ihnen“. Im Jahr 2013 folgte der Experimentalfilm Wildnis, der mit dem Preis der Flensburger Kurzfilmtage ausgezeichnet werden sollte. Das Filmprojekt wurde vom Freundeskreis ihrer Alma Mater, der HFBK Hamburg, unterstützt. In dem zwölfminütigen Farbfilm verschmelzen laut Wittmann zwei gegensätzliche Räume miteinander – das Wohnzimmer zweier Rentner und die alten Super-8-Filmaufnahmen von Afrika- und Asienreisen, die sich das Paar gemeinsam ansieht. Die direkten Projektionen der exotischen Tiere auf Wände und Möbel des Hauses würden eine Art „Dritten Ort“ entstehen lassen. Bei Wildnis oblag Wittmann als Regisseurin, Drehbuchautorin, Kamerafrau und Editorin eine uneingeschränkte künstlerische Freiheit. Diese Arbeitsweise sollte sie auch bei ihren folgenden Filmen bevorzugen. An den Erfolg von Wildnis anknüpfen konnte Wittmann mit ihrem Diplomfilm 21,3°C (2014), ebenfalls eine experimentelle Arbeit. Das 16-minütige Werk auf 16-mm-Film gedreht, zeigt wechselnde Ansichten in einer Kameraeinstellung aus einem Wohnzimmer auf einen Plattenbau direkt gegenüber. 21,3°C gewann den HFBK-Filmpreis der Hamburgischen Kulturstiftung sowie den Karl H. Ditze-Preis. Die Jury der letztgenannten Auszeichnung bescheinigte Wittmann, dass sie mit dem Kurzfilm einen Raum „auf seine Zeitlichkeit und Atmosphäre“ hin untersuche. Wie auch in früheren Filmen interessiere die Künstlerin, „was von außen eindringt und einen Raum definiert: Licht, Geräusche, Menschen“ mit einer subtil komponierten Tonebene.

### Erfolge mit den LangfilmenDriftundHuman Flowers of Flesh
Vielfach auf internationalen Filmfestivals gezeigt und preisgekrönt wurde Wittmanns Langfilmdebüt Drift (2017). Der Experimentalfilm erlebte seine Uraufführung in der unabhängigen Nebenreihe Settimana Internazionale della Critica der Filmfestspiele von Venedig und wurde danach auf Festivals in Toronto, Marseille, London, New York, Duisburg, Wien und Mexiko-Stadt präsentiert. Drift erzählt von zwei Freundinnen (Co-Drehbuchautorin Theresa George und Josefina Gill), die sich nach gemeinsam verbrachten Tagen an der winterlichen Nordseeküste voneinander trennen. Die eine reist zurück nach Argentinien, die andere verbleibt allein und macht sich schließlich „driftend“ auf eine Seereise über den Atlantik. Enthalten ist ein rund 30-minütiger Mittelteil, der für sich selbst steht und das farblich verändernde Wasser, die Wellen, das Licht und den Horizont des Atlantiks zeigt. Der Kritikerin Esther Buss (film-dienst) lobte Drift als „entschleunigter, sich narrativen Mustern verweigernder Film, der sich als ‚Reisefilm‘ nur notdürftig einem Genre zuschlagen“ lasse. Das Werk versenke „sich vor allem in die Textur von Landschaften und Wellen“ und sei „eine meditative Erkundung von Orten und vor allem des Meeres sowie des Zeitgefühls beim Reisen, zu der neben den Bildern vor allem auch bestechende Klangräume“ beitrügen. An Drift schloss sich der 14-minütig Kurzfilm Ada Kaleh (2018) an, benannt nach der gleichnamigen historischen Insel und türkischen Enklave, die in der Donau versank. Im Mittelpunkt stehen die unbestimmten Bewohner einer WG, die sich fragen, wo sie wohnen könnten. Wittmanns Regiearbeit gewann 2020 den Preis der deutschen Filmkritik in der Kategorie Experimentalfilm.
Im Jahr 2022 erhielt Wittmann für ihren zweiten Spielfilm Human Flowers of Flesh ihre erste Einladung in den Wettbewerb des Filmfestivals von Locarno. Die deutsch-französische Koproduktion berichtet von einer unabhängigen Frau, die auf ihrer Segeljacht mit einer rein männlichen Crew von Marseille nach Algerien unterwegs ist. Dort will sie herausfinden, welche Rolle heute die Fremdenlegion spielt. Die Hauptrolle übernahm die griechische Schauspielerin Angeliki Papoulia. Kritiker lobten Human Flowers of Fresh für seine künstlerische Originalität und zählten den Film zu den Favoriten um den Golden Leoparden, den Hauptpreis des Schweizer Festivals. Der Beitrag blieb aber unprämiert.

### Weitere Kunstprojekte
Neben ihren Filmen widmete sich Wittmann weiteren Kunstprojekten. Gemeinsam mit Nika Breithaupt alias Nika Son, ihrer Filmkomponistin aus Drift und Human Flowers of Flesh, kreierte sie die 35-minütige Video- und Ton-Installation Es Fällt die Nacht (2021). sowie die vom Ozean inspirierte Objekt-, Film- und Toninstallation Empfindliches Rauschen (2017).
Zuvor hatte Wittmann die Ausstellung KINSHIP (2016) konzipiert, in der Kochsalzlösung kontinuierlich aus einem Infusionsbeutel auf eine Aluminiumplatte tropfte. Der Aufprall der Tropfen wurde von Kontaktmikrofonen aufgenommen, die die verstärkten Schallwellen in den Ausstellungsraum mit drei installativen Elementen übertrugen. Eine weitere Arbeit war die 18-minütige Video-Installation Tender Noise At Night (2018),. Ebenfalls vom Meer inspiriert war ihre Arbeit LOOK! DAS MEER! (2015). In der 20-minütigen Videoinstallation ohne Ton im 16:9-Format zerlegte Wittmann Bilder in geometrische Formen und verwendete unterschiedliche Oberflächen für die inszenierten Bildausschnitte.
Dem Thema „Komplizenschaft“ widmete sich Wittmann in einer gleichnamigen Publikation, die 2016 im Rahmen ihres Hamburger Arbeitsstipendiums für Bildende Kunst 2015 entstand und Texte von ihr und verschiedenen Autorinnen beinhaltet.

## Filmografie (Auswahl)

### Kamera
- 2005: Alles ist leise. (Kurzfilm)
- 2009: Heute war die Luft (Kurzfilm)
- 2010: Das 'Ich' in 'Ich bin' ist ein anderes als in 'Ich denke' (Kurzfilm)
- 2010: Bis es wieder dunkel wird
- 2011: Blicke in die Verschwörerbude (Dokumentarfilm, Wüstensequenz)
- 2012: Das ist ja das Leben selbst!
- 2013: Die Zeit vergeht wie ein brüllender Löwe (Dokumentarfilm)
- 2013: Wildnis (Kurzfilm)
- 2013: Denn die Lebenden wissen, dass sie sterben werden. Die Toten aber wissen nichts. (Kurzfilm)
- 2014: 21,3°C (Kurzfilm)
- 2017: Drift
- 2018: Casanovagen
- 2018: Bigger Than Life (Dokumentar-Kurzfilm)
- 2018: Ada Kaleh (Kurzfilm)
- 2018: Im Land meiner Kinder (Dokumentarfilm)
- 2020: Ganze Tage zusammen (Dokumentar-Kurzfilm)
- 2022: Human Flowers of Flesh

### Regie, Drehbuch und Schnitt
- 2005: Alles ist leise. (Kurzfilm)
- 2009: Mimikry (Kurzfilm)
- 2009: Heute war die Luft (Kurzfilm)
- 2011: Kreisen (Kurzfilm)
- 2013: Wildnis (Kurzfilm)
- 2014: 21,3°C (Kurzfilm)
- 2017: Drift
- 2018: Ada Kaleh (Kurzfilm)
- 2019: 30 (+) films pour la 30ème (Dokumentarfilm)
- 2022: Human Flowers of Flesh

## Auszeichnungen (Auswahl)
- 2013: Preis der Flensburger Kurzfilmtage – Wildnis (Bester Experimentalfilm)[2]
- 2014: HFBK-Filmpreis der Hamburgischen Kulturstiftung – 21,3°C[18]
- 2014: Karl H. Ditze-Preis – 21,3°C[2]
- 2017: Hauptpreis des Filmfestivals Laceno D’oro – Drift[2]
- 2017: Lobende Erwähnung der Jury beim Dokumentar- und Kurzfilmfestival Bilbao – Drift[2]
- 2018: Hauptpreis des Filmfestival Tacoma – Drift (Bester Spielfilm)[2]
- 2018: Hauptpreis des Filmfestival FILMadrid – Drift (Bester Film)[2]
- 2018: Hauptpreis des Film & Videofestivals Athens – Drift (Bester Spielfilm)[2]
- 2018: Lobende Erwähnung der Jury beim Unabhängigen Filmfestival Lima – Drift[2]
- 2020: Preis der deutschen Filmkritik – Ada Kaleh (Bester Experimentalfilm)